# Île Mokrane
L'île Mokrane ou île Mokreum est une île de la mer Méditerranée située à Honaïne dans la wilaya de Tlemcen en Algérie. 

## Description
L'île Mokrane, longue de 400 mètres, se situe au nord du port  de Honaïne, dans la wilaya de Tlemcen sur la côte est de la plage Beni Khelad. Elle est îlot surplombant les eaux à douze milles marins à l'est de Béni Saf, au nord de Honaïne.  

## Toponymie
L'île est renommée Lilanegra, un nom formé de isla signifiant île et négra signifiant noire, traduisant littéralement l’île noire, Les étrangers à la région l'appellent ‘l'île Noire’, tandis qu'elle est aussi connue sous le nom ‘île Mokrane’, une altération phonétique de ‘île Mokreum’. 

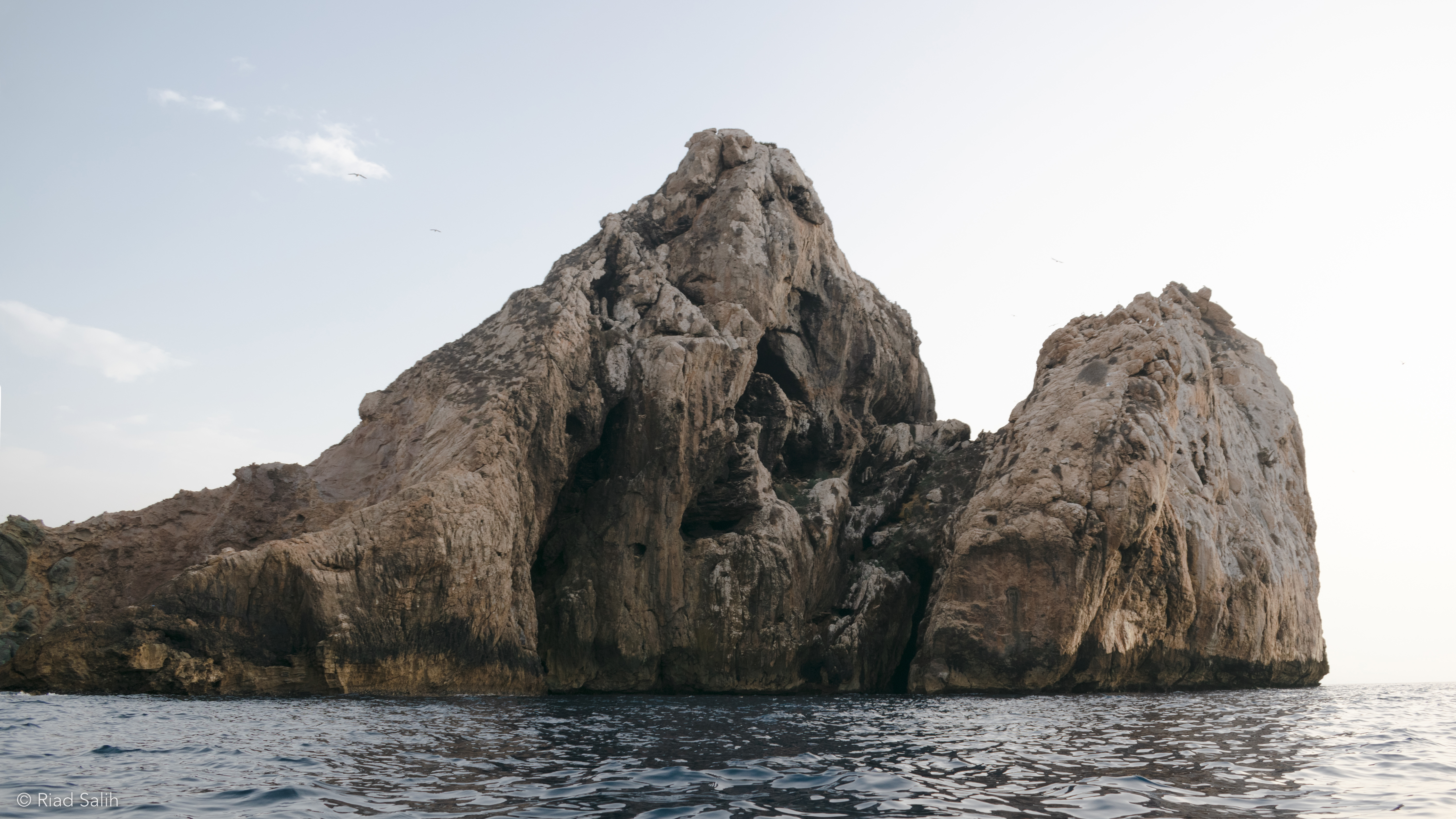
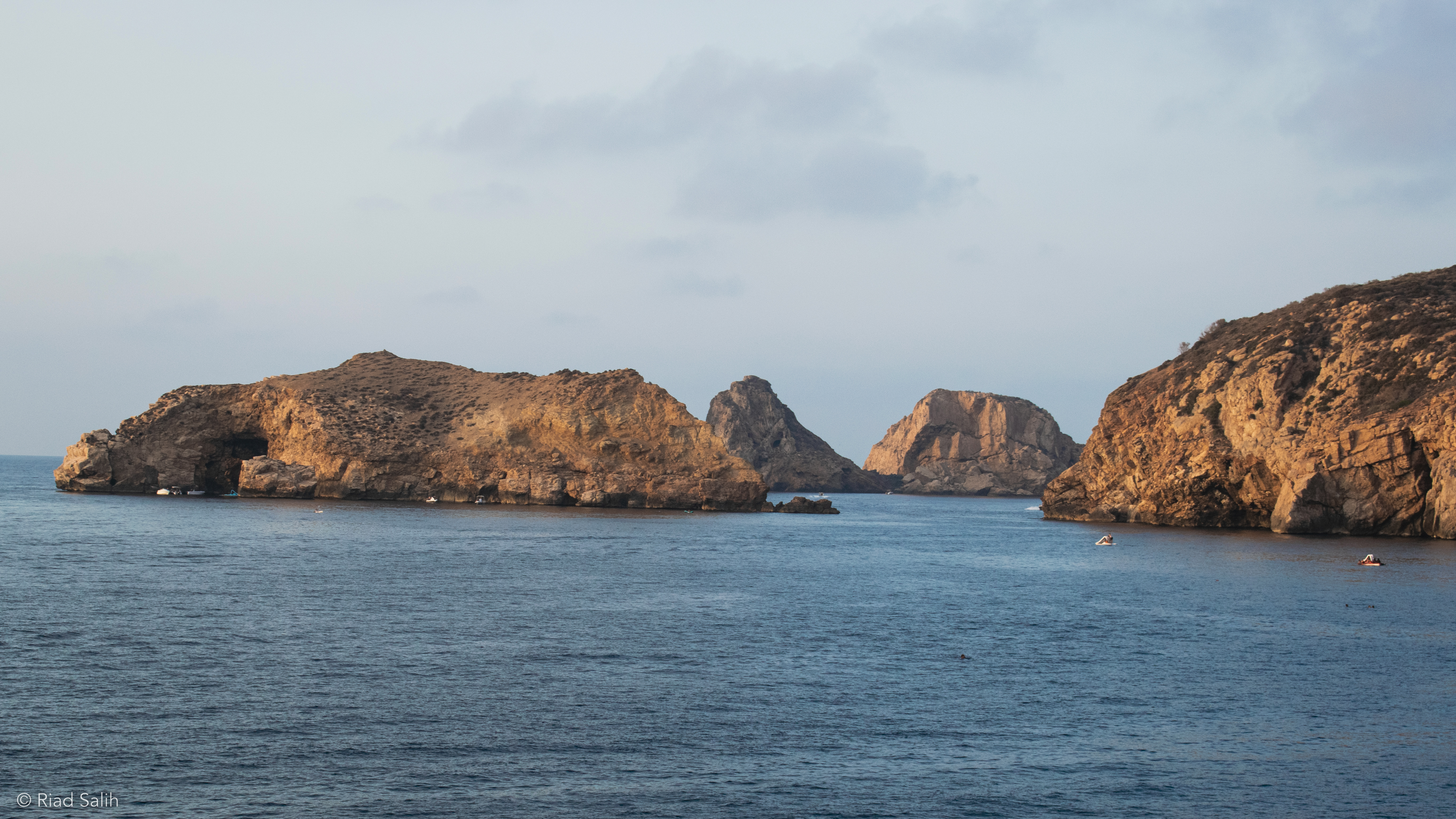
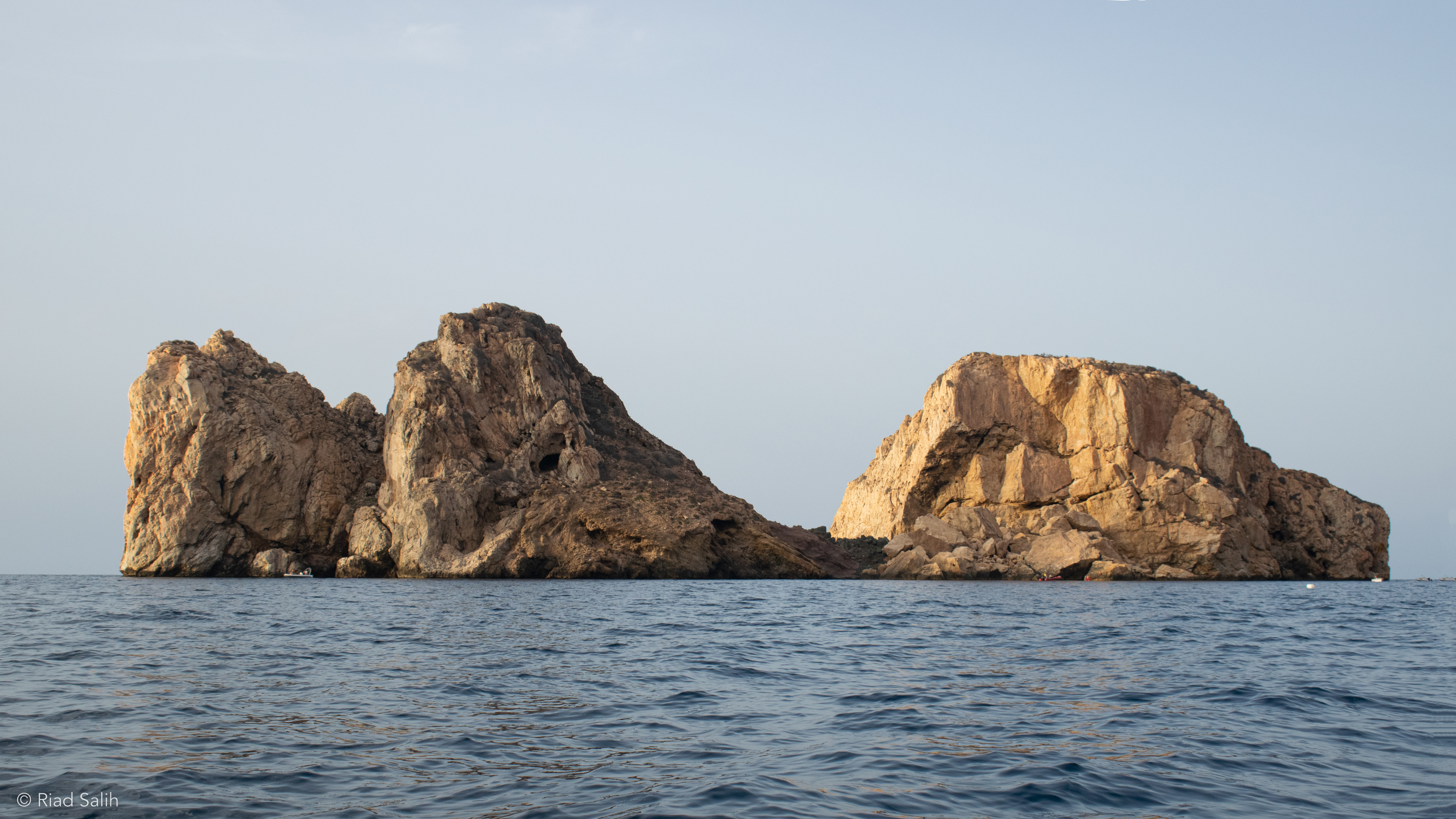